# Roger Vick
Roger Hamilton Vick (Conroe, 11 agosto 1964) è un ex giocatore di football americano statunitense che ha militato nel ruolo di fullback nella National Football League (NFL).

## Carriera
Al college Vick giocò a football a Texas A&M. Fu scelto come ventunesimo assoluto nel Draft NFL 1987 dai New York Jets, il secondo fullback chiamato dopo Alonzo Highsmith. La selezione di Vick è un momento celebre nella storia del draft, poiché si udì la disperazione di un tifoso al momento della chiamata:
Tifoso senza nome: "OH NO!"

Rozelle: "Roger Vick, Texas A&M"»
(Il Commissioner della NFL Pete Rozelle mentre annuncia la selezione di Vick durante il Draft 1987)
La migliore annata di Vick fu nel 1988 quando corse 540 yard su 128 tentativi (4,2 yard a corsa) e segnò 3 touchdown. Quell'anno ebbe anche 19 ricezioni per 120 yard.